# Театър на военните действия по време на Сръбско-българската война (1885)
Театърът на военните действия по време на Сръбско-българската война (1885) е територията на Балканския полуостров, върху която се водят бойните действия.

## Географска характеристика
Обхваща Западните покрайнини на България и Източна Сърбия. Площта на военните действия е 32 000-35 000 кв. км. с дължина от изток на запад 180-220 км и широчина от север на юг 150-160 км. Условните му граници са:
- източна-река Лом-средното течение на река Искър-горното течение на река Струма.
- западна-Хомолската планина-Кучай планина-река Българска Морава.
- северна-река Дунав.
- южна-държавната граница между Кралство Сърбия, Княжество България и Османската империя по северните склонове на Рила и Осоговската планина.

Релефът е предимно планинско-горист. Обхваща планините Хомолска, Кучай, Саманяц, Свърличка, Сува, Видлич, Бабичка и Ястребац в сръбската част и Западна Стара планина, Плана, Верила, Витоша, Люлин, Вискяр, Завалска и българската част на Краището. Планините с билата и хребетите затрудняват бойните действия и ги ограничават в добре очертани направления. Предлагат удобни рубежи при водене на отбранителни боеве.
Хидрографията включва реките Българска Морава, Тимок, Арчар, Лом, Огоста, Искър, Нишава, Ерма, Конска, Струма и Места. Протичащите от север на юг преграждат удобните направления за настъпление в източна и западна посока. В планините образуват тесни клисури със същото значение. Само река Нишава дава възможност за удобно настъпление от Сърбия към България.
Умерено-континенталния климат и суровата есен с дъждове и кал са неблагоприятни при настъпателни действия.

## Стопанска и стратегическа характеристика
Недостатъчното стопанско развитие на района, рядката му населеност и преобладаващите малки селища затрудняват снабдяването и настаняването на войските. Градовете в района са София, Враца, Видин, Пирот, Ниш и др. От тях само София има стратегическо значение. Град Пирот има значение като пътен възел. Пътната мрежа е слабо развита и обикновено е по течението на реките. При обща широчина на фронта 150-160 км има по един път на 10-12 км. Тази гъстота е недостатъчна за движението на големи войскови съединения. Очертават се основните направления на настъпателните бойни действия, които са надлъжни и напречни. По-важните са
- Бела Паланка-Видин.
- Зайчар-Видин.
- Кралево-Белоградчик-Лом.
- Пирот-Сливница-София.
- Пирот-Брезник.
- Бела Паланка-Трън.
- Враня-Перник-София.

Пътищата, хидрографията, орфографията и населените места очертават като удобни направления за настъпление на Сръбската армия: Нишавско, Белоградчишко и Тимошко. Това обстоятелство ограничава нейната маневреност. Дава предимство на отбраняващата се Българска армия.
В района има полета, които могат да се използват при съсредоточаването на войските. За Българската армия това са Софийско, Драгоманско, Радомирско, Самоковско и Сливнишко. За Сръбската армия са Нишко, Пиротско, Зайчарско, Неготинско, Царибродско и Свърличко. С най-голяма значение е Софийското поле с неговата площ от 1180 кв. км, която дава стратегическо предимство на Българската армия при условията на навременна мобилизация и бърз преход от южната на западната граница след Съединението на Княжество България и Източна Румелия.

## Военно използване
Особеностите на планинския район оказват влияние на бойните действия. Най-пригодна в тези условя е пехотата. При добра организация висока е ефективността на партизанските подразделения на Българската армия. Действията на артилерията са затруднени като придвижване и далекобойност на стрелбата. По-приспособима е планинската артилерия с възможностите си за бързо придвижване и стрелба на къси и средни разстояния. Кавалерията може да се използва ограничено и то главно с тактически задачи. Увеличено значение имат инженерните части, поради затрудненото изграждане на дълговременни отбранителни съоръжение. При тактическите действия голямо значение имат носимия и возим инженерен инструмент. Управлението на частите е затруднено поради недостатъчното развитие и уязвимост на телеграфната мрежа. Често се налага за изпращането на донесения и заповеди по пеши и конни разносвачи, което увеличава значението на морала при човешкия фактор. Евакуацията на ранените и превоза на боеприпаси, продоволствие и фураж са затруднени и често зависят от патриотичното отношение към войната на местното население.